# Nick Robinson
Nicholas John Robinson, detto Nick (Seattle, 22 marzo 1995), è un attore statunitense.
Da bambino, è apparso nelle produzioni teatrali del 2008 di A Christmas Carol e Mame, dopo di che ha recitato nella sitcom televisiva Melissa & Joey (2010–2015). Ha recitato in un ruolo secondario nel film Jurassic World (2015), ed ha interpretato ruoli da protagonista in diversi drammi per ragazzi, tra cui The Kings of Summer (2013), La quinta onda (2015), Noi siamo tutto (2017) e Tuo, Simon (2018).

## Biografia

### Inizi
Robinson è nato il 22 marzo 1995 a Seattle, Washington. Ha quattro fratelli più piccoli e due fratellastri più grandi, nati del precedente matrimonio di suo padre Michael Robinson. Sua madre è Denise Podnar. Si è diplomato alla Campbell Hall School nel 2013. È stato accettato alla Gallatin School of Individualized Studies della New York University, ma ha rinviato il suo primo anno per poter lavorare in un'altra stagione di Melissa & Joey.

### Carriera
Robinson ha fatto il suo debutto professionale all'età di undici anni con un ruolo nella adattamento teatrale del romanzo Canto di Natale di Charles Dickens. Il talent scout Matt Casella lo raccomandò ad alcune agenzie e alla fine Robinson firmò un contratto con la Savage Agency di Los Angeles. A causa dello sciopero degli sceneggiatori della Writers Guild of America del 2007-2008, la famiglia di Robinson è tornata a Washington dove ha continuato a esibirsi sul palco a Seattle e dintorni.
Nel 2010, Robinson è stato scelto per il ruolo di Ryder Scanlon, nipote del personaggio di Melissa Joan Hart nella sitcom della ABC Family, Melissa & Joey, interpretando il personaggio fino alla cancellazione della serie nel 2015.
Nel 2011, mentre era in pausa da Melissa & Joey, Robinson ha iniziato le riprese del film di Disney Channel Nemici per la pelle con le star Disney Bella Thorne e Zendaya; Robinson ha interpretato il ruolo di Jake Logan. Nemici per la pelle è stato presentato per la prima volta nel gennaio 2012 su Disney Channel.
Nel 2012, Robinson è stato scelto per il ruolo di Joe Toy nel film The Kings of Summer di Jordan Vogt-Roberts. Ha anche recitato nell'episodio "Blue Bell Boy", durante la terza stagione della serie Boardwalk Empire. Ha anche iniziato ad apparire in una serie di spot televisivi per la Cox Communications dal titolo "Buffer Time is Bonding Time."
Alla fine del 2013, Robinson è stato scelto per recitare in Jurassic World, che è stato distribuito nei cinema nel 2015. Nel film ha recitato insieme a Ty Simpkins, interpretando una coppia di fratelli che visitano la loro zia interpretata da Bryce Dallas Howard in Jurassic World. Ha interpretato Ben Parish nell'adattamento cinematografico del romanzo La quinta onda, che è stato distribuito nei cinema nel gennaio 2016. Questi ruoli lo hanno reso non disponibile per più episodi dell'ultima stagione di Melissa & Joey, ma è tornato per gli ultimi tre episodi della serie.
Ha recitato nel film indipendente Being Charlie, presentato in anteprima al Toronto International Film Festival 2015; il film è stato distribuito nelle sale nel 2016.
Nel 2017 ha recitato nel film commedia drammatica Krystal di William H. Macy, e nel ruolo di Olly in Noi siamo tutto, un adattamento cinematografico del romanzo omonimo.
Robinson è stato uno dei tanti attori che hanno fatto l'audizione per il ruolo di Ian Solo per Solo: A Star Wars Story prima che la parte fosse assegnata ad Alden Ehrenreich.
Nel 2018, Robinson ha interpretato il ruolo di Simon Spier nel film sull'amore gay adolescenziale Tuo, Simon. Il film è stato considerato rivoluzionario perché è stato il primo grande film in studio a concentrarsi su una storia d'amore gay e adolescenziale. La performance di Robinson come Simon ha ottenuto il plauso della critica. Dopo aver letto la sceneggiatura, Robinson ha rivelato di aver infranto la propria regola di non recitare più alle superiori perché ha visto l'importanza culturale del film.
Nel 2019, è co-protagonista nella terza versione cinematografica di Native Son di Richard Wright. Nel giugno 2018, è stato annunciato che reciterà nell'adattamento cinematografico del romanzo Weetzie Bat.

## Filmografia

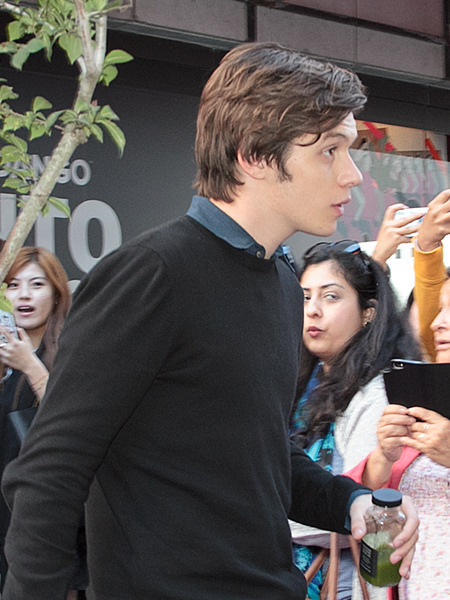
Robinson al Toronto International Film Festival del 2015.

### Attore

#### Cinema
- CC 2010, regia di Travis Gutiérrez Senger (2009)
- Displaced, regia di Rick Stevenson (2010)
- The Kings of Summer, regia di Jordan Vogt-Roberts (2013)
- TheCavKid, regia di Chelsea Bo e Sean Drummond (2015)
- Jurassic World, regia di Colin Trevorrow (2015)
- Being Charlie, regia di Rob Reiner (2015)
- La quinta onda (The 5th Wave), regia di J Blakeson (2016)
- Kong: Skull Island, regia di Jordan Vogt-Roberts (2017)
- Noi siamo tutto (Everything, Everything), regia di Stella Meghie (2017)
- Krystal, regia di William H. Macy (2017)
- Tuo, Simon (Love, Simon), regia di Greg Berlanti (2018)
- Native Son, regia di Rashid Johnson (2019)
- Strange But True, regia di Rowan Athale (2019)
- Silk Road, regia di Tiller Russell (2021)
- Damsel, regia di Juan Carlos Fresnadillo (2024)

#### Televisione
- Melissa & Joey - serie TV, 92 episodi (2010-2015)
- Nemici per la pelle (Frenemies), regia di Daisy Mayer - film TV (2012)
- Boardwalk Empire - L'impero del crimine (Boardwalk Empire) - serie TV, episodio 3x04 (2012)
- A Teacher: Una storia sbagliata - miniserie TV (2020)
- Love, Victor - serie TV, episodi 1x08 e 2x10 (2020-2021)
- Maid - miniserie TV (2021)

### Doppiatore
- LEGO Jurassic World
- Lego Dimensions (2015) - Videogioco
- Love, Victor - serie TV, 10 episodi (2020) - voce narrante

## Teatro
- Canto di Natale – ruolo: Twig, Intiman Theatre (2007)
- Il buio oltre la siepe – ruolo: Jem Finch, ACT Theatre (2007)
- Mame – ruolo: Patrick Dennis, 5th Avenue Theatre (2008)
- L'incredibile Murray – ruolo: Nick Burns, Intiman Theatre (2009)
- Lost in Yonkers – ruolo: Arty Kurnitz, Village Theatre (2010)[21]
- Il buio oltre la siepe – ruolo: Jem Finch, Shubert Theatre (2019)

## Riconoscimenti
| Anno | Premio                                                         | Categoria                                          | Lavoro              | Risultato       |
| ---- | -------------------------------------------------------------- | -------------------------------------------------- | ------------------- | --------------- |
| 2013 | Phoenix Film Critics Society Awards                            | Miglior attore esordiente                          | The Kings of Summer | Candidato/a     |
| 2015 | Young Entertainer Awards                                       | Miglior giovane attore protagonista                | Jurassic World      | Candidato/a     |
| 2017 | Teen Choice Awards                                             | Miglior attore in un film drammatico               | Noi siamo tutto     | Candidato/a     |
| 2018 | MTV Movie & TV Awards                                          | Miglior bacio (condiviso con Keiynan Lonsdale)     | Tuo, Simon          | Vincitore/trice |
| 2018 | Human Rights Campaign                                          | Ally for Equality Award                            | Tuo, Simon          | Vincitore/trice |
| 2018 | Maui Film Festival                                             | Rising Star Award                                  | Tuo, Simon          | Vincitore/trice |
| 2018 | Teen Choice Awards                                             | Miglior stella emergente                           | Tuo, Simon          | Vincitore/trice |
| 2018 | Teen Choice Awards                                             | Choice Movie Ship (condiviso con Keiynan Lonsdale) | Tuo, Simon          | Candidato/a     |
| 2018 | Los Angeles Online Film Critics Society Mid-Season Film Awards | Miglior attore                                     | Tuo, Simon          | Candidato/a     |
| 2018 | E! People's Choice Awards                                      | The Male Movie Star of 2018                        | Tuo, Simon          | Candidato/a     |
| 2018 | E! People's Choice Awards                                      | The Comedy Movie Star of 2018                      | Tuo, Simon          | Candidato/a     |
| 2019 | Satellite Awards                                               | Miglior attore in un film commedia o musicale      | Tuo, Simon          | Candidato/a     |

## Doppiatori italiani
Nelle versioni in italiano dei suoi film, Nick Robinson è stato doppiato da:
- Manuel Meli in Melissa & Joey; Noi siamo tutto; Tuo, Simon; Strange But True; Love, Victor; A Teacher - Una storia sbagliata
- Andrea Oldani in Nemici per la pelle
- Emanuele Ruzza in Boardwalk Empire - L'impero del crimine
- Mirko Cannella in Jurassic World
- Federico Campaiola ne La quinta onda
- Stefano Broccoletti in Native Son
- Gabriele Vender in Maid